# Ausia
Nella mitologia greca,  Ausia  era una delle ninfe.
Fu l'amata sposa di Proteo, figlio di Oceano e della nereide Teti, da cui ebbe una figlia, chiamata Mera, dalla quale deriva il nome del fiume omonimo.

### Moderna
- Angela Cerinotti, Miti greci e di roma antica, Prato, Giunti, 2005, ISBN 88-09-04194-1.
- Anna Maria Carassiti, Dizionario di mitologia classica, Roma, Newton, 2005, ISBN 88-8289-539-4.